# Escudo de Rionegro (Antioquia)
El escudo de armas de la Ciudad Santiago de Arma de Rionegro es el símbolo heráldico oficial de dicha ciudad. Fue concedida por Felipe II de España por medio de la Real Cédula emitida en Aranjuez el 20 de marzo de 1596. En un principio el escudo perteneció a la Villa de Santiago de Arma, pero dada su decadencia, fue fusionada con Rionegro por decreto real, trasladándose el escudo de armas y los honores de Santiago de Arma a esta última.

## Blasonado
Usara por Armas y divisa la referida Ciudad y su Cabildo, refiriéndose a la tradición que expresa en su certificación el cura de Arma don Esteban de Estrada (...): Un león con un arco de oro al cuello y en él un Sello Real que son las únicas divisas y señales que expresa serles concedidas por Su Majestad y acostumbraba usar y poner.
Archivo Nacional de Colombia, «Poblaciones», tomo 6, folios 697 r. a 700 r.

## Historia
La ciudad de Santiago de Arma fue fundada el 25 de julio de 1536 por el capitán Miguel López Muñoz, bajo las órdenes de Sebastián de Belalcázar. Debido a la gran producción de oro que presentó, la ciudad se hizo merecedora del título de villa y el derecho de ostentar un escudo de armas, el cual le fue concedido por medio de la Real Cédula concedida por Felipe II de España el 30 de octubre de 1584. Luego de agotada la producción minera la ciudad comenzó un proceso de decadencia, que culminó con un pedido, auspiciado por el Virrey-Arzobispo Antonio Caballero y Góngora y hecho por la ciudad de San Nicolás de Rionegro, de que le fueran transferidos los privilegios de la ciudad de Santiago de Arma. Dicho pedido fue aprobado por Carlos III de España en una Real Cédula emitida en el año de 1786, en la cual se le concedió a la ciudad de Rionegro tanto los privilegios, el nombre y el escudo de armas de la antigua ciudad, llamándose desde entonces Ciudad Santiago de Arma de Rionegro.

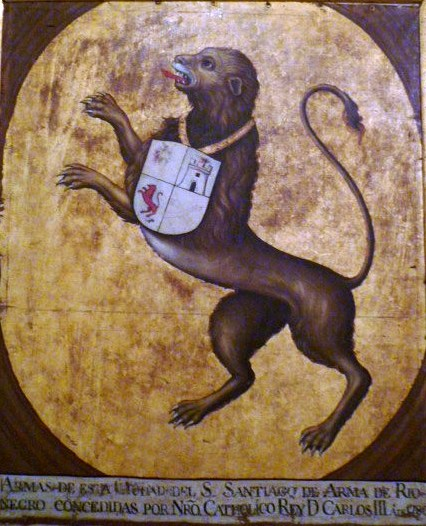
Versión del escudo empleado por Cordova en 1820

Como elemento curioso se ha de referir que no se conoce copia de la Real Cédula de 1584. La descripción heráldica del escudo se basa en las declaraciones hechas en 1583 por el entonces párroco de Santiago de Arma PBRO. Juan Esteban Leonín, que reza:

En la ciudad del Señor Santiago de Arma, en veinte y un días del mes de junio de mil setecientos ochenta y tres años, yo don Juan Esteban Leonín de Estrada, Comisario subdelegado particular de la Santa Cruzada, cura y vicario, juez eclesiástico y de diezmos de dicha ciudad y sus anejos, habiendo recibido la deprecatoria que antecede con el auto suso inserto librado por el señor alcalde ordinario de primera nominación de esta expresada ciudad, don José Antonio Rúiz y Zapata, en cuya virtud certifico a los señores y demás que la presente vieren en el grado y forma que debo, puedo y el derecho me permite, que desde tiempo inmemorial, según dicho de dos sujetos verídicos que murieron poco hace, de edad de ciento y tantos  años, (...), pero por dicho de los citados defuntos eran las armas de ésta un LEÓN CON UN ARCO DE ORO AL CUELLO Y EN EL UN SELLO REAL (...).
Juan Esteban Leonín de Estrada.

Testigo, Francisco Félix Vallejo. — Testigo, Justo Peláez. — Testigo, Tomás Suazo.

## Blasón de 1812
El sello real está dividido en cuatro cuarteles: el primer cuartel un roble con un cuervo, en el segundo sobre campo de gules, un castillo de oro almenado de tres almenas, mamposteado de sable y clarado de azur, en el tercer cuartel sobre campo de plata, un león rampante de púrpura, linguado y armado de gules, y coronado de oro y en el cuarto dos manos cruzadas. Este escudo está expuesto en el museo histórico casa de la convención de Rionegro.
Este Escudo fue utilizado por el Batallón de Cazadores dirigidos por José María Cordova en el cual se representaban las cuatro ciudades de Antioquia en su orden: Santa Fe de Antioquia, Medellín, Rionegro y Marinilla.